# Theatre-almanach
Theatre-almanach eller Kungliga svenska teaterns almanach var en kulturtidskrift som gavs ut i Sverige av Olof Kexél 1779-1789. 
Den räknade upp teaterns personal och föreställningar för ett visst år. Det var ett exempel på en teaterkalender, en vanlig typ av litteratur i det samtida Europa. Den betraktas som en värdefull källa till historisk svensk teater.